# Lumban Sormin
Lumban Sormin is een bestuurslaag in het regentschap Tapanuli Utara van de provincie Noord-Sumatra, Indonesië. Lumban Sormin telt 1263 inwoners (volkstelling 2010).